# Maria Schicklgruberová
Maria Anna Schicklgruberová (15. dubna 1795 – 7. ledna 1847) byla Hitlerova babička z otcovy strany.
Narodila se ve vesničce Strones v dolnorakouské oblasti Waldviertel na severozápadě země, která sousedí s Českou republikou.

## Životopis
Maria Schicklgruberová se narodila v rodině rolníka Johannese Schicklgrubera a byla silně nábožensky založená. Většina toho, co o ní dnes víme, je založena na církevních záznamech. Svého jediného syna Aloise, Hitlerova otce, porodila jako nemanželské dítě v roce 1837, kdy jí bylo 42 let.
Dům v Grazu (česky Štýrský Hradec), kde Maria pracovala měl patřit židovské rodině. Pět let po synově narození, tedy ve věku 47 let, se 10. května 1842 provdala v nedalekém Döllersheimu za o tři roky staršího Johanna Georga Hiedlera, který si změnil příjmení na Hitler.

V roce 1847 Maria ve svých 52 zemřela na souchotiny. Byla pohřbena na farním hřbitově v Döllersheimu.
Po anšlusu Rakouska v roce 1938 nebyl její hrob nalezen, proto jí byl u hřbitovní zdi zbudován "čestný hrob". V roce 1942 bylo na Hitlerův příkaz zdejší obyvatelstvo vystěhováno a celá oblast se stala dělostřeleckou střelnicí. Tou byla až do roku 1985. Döllersheimský kostel i hřbitov prošly rekonstrukcí, ale hrob Marie Schicklgruberové obnoven nebyl. Döllersheim je dnes částí obce Pölla v okrese Zwettl.
V oblasti Waldviertel dodnes žije několik příslušníků rodu Schicklgruberů. V roce 1940 zemřela jedna z jeho příslušnic, 49letá Aloisia Veitová, v nacistické plynové komoře.